# Soehngenia
Soehngenia è un genere di batterio appartenente alla famiglia delle Clostridiaceae.